# Граф Портарлінгтон

Герб графів Портарлінгтон.

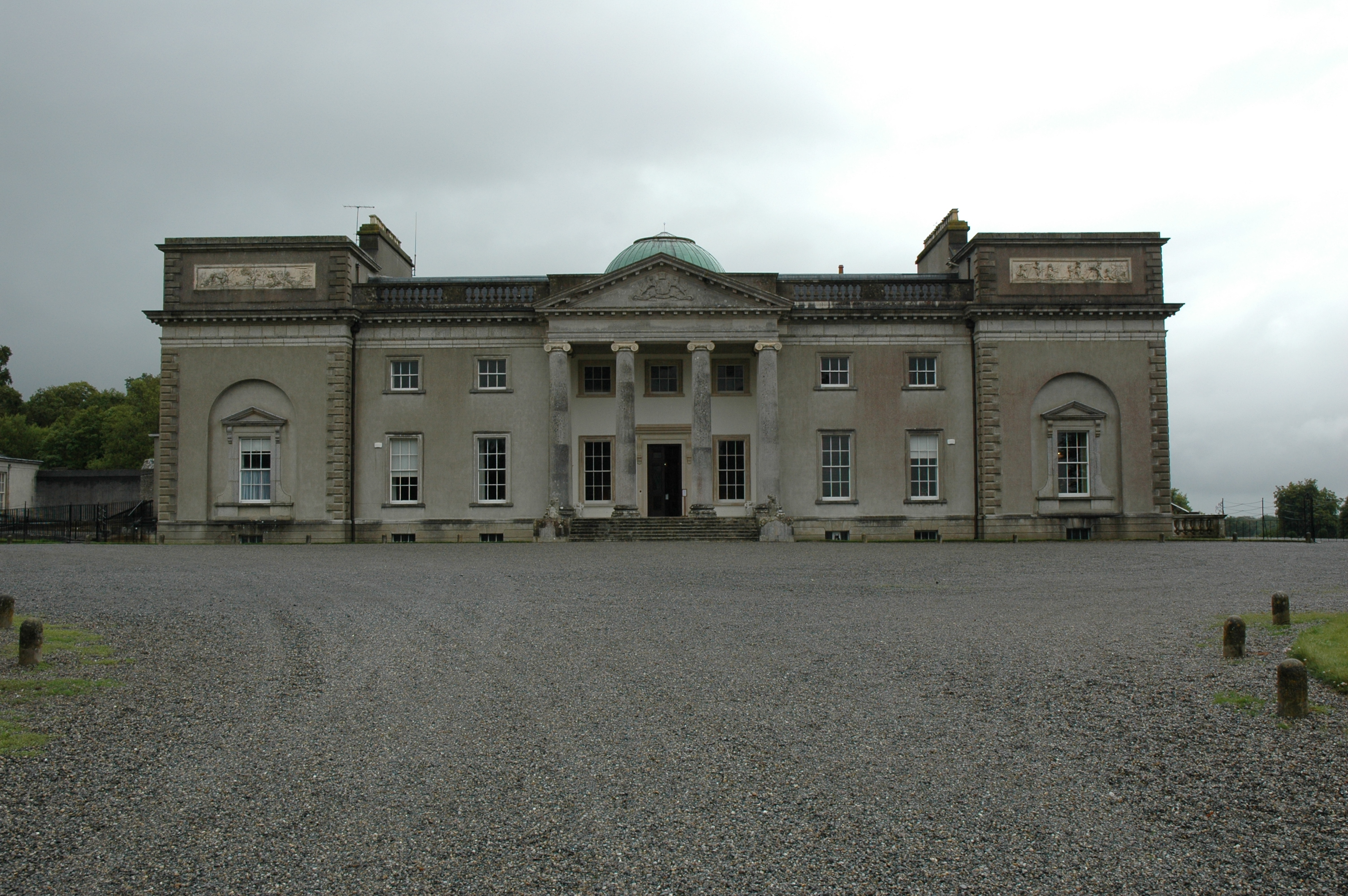
Палац Емо-Корт.

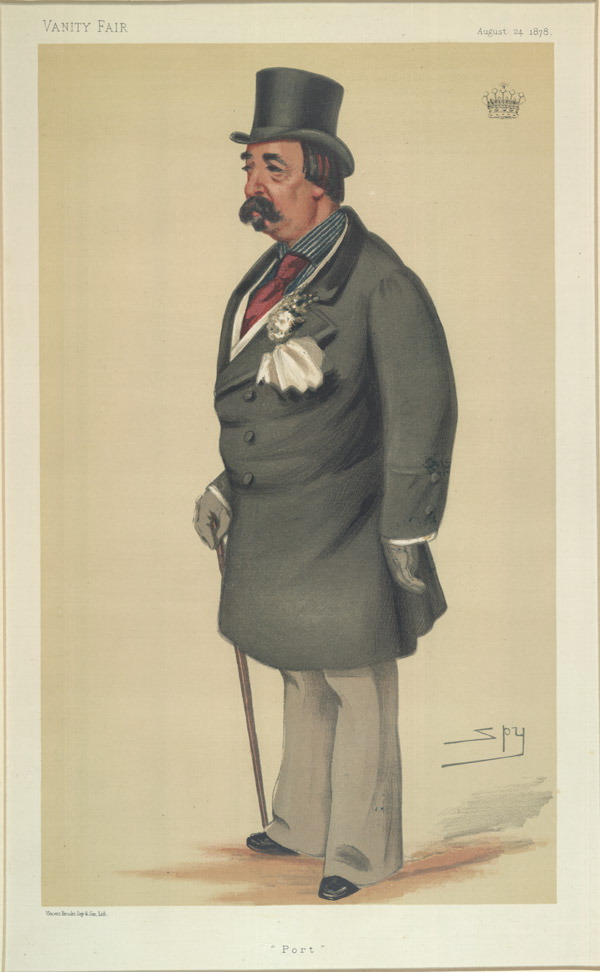
«Порт» карикатура на Генрі Доусон-Дамера – ІІІ графа Портарлінгтон із серії «Ярмарок марнославства».

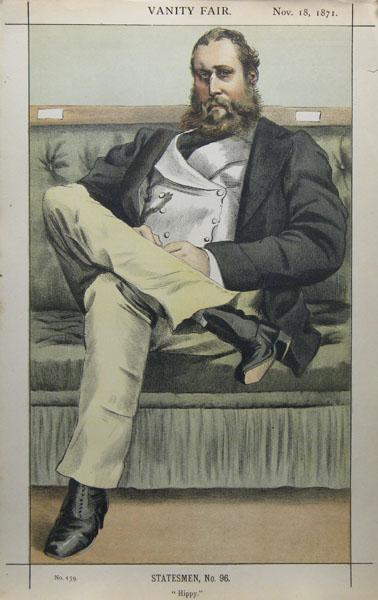
«Гіппі» карикатура на Ліонеля Доусон-Дамера – ІV графа Портарлінгтон із серії «Ярмарок марнославства».

Граф Портарлінгтон (англ. – Earl of Portarlington) – аристократичний титул в перстві Ірландії. 

## Гасло графів Портарлінгтон
Vitae via virtus – «Чеснота – то спосіб життя» (лат.)

## Історія графів Портарлінгтон
Титул граф Портарлінгтон був створений в перстві Ірландії в 1785 році для Джона Доусона. Він був депутатом Палати громад парламенту Ірландії й представляв Портарлінгтон. Джон Доусон був сином Вільяма Доусона – І віконта Карлоу. Вільям Доусон був депутатом Палати громад парламенту Ірландії й представляв Портарлінгтон та графство Квінс (нині це графство Леїш). Він був нагороджений титулом барон Доусон з Доусон-Корта, що в графстві Квінс у 1770 році. Потім він був нагороджений титулом віконта Карлоу, що в графстві Карлоу в 1776 році. Ці титули були теж в перстві Ірландії. 
Титул графа успадкував син Джона Доусона – теж Джон Доусон, що став II графом Портарлінгтон. Його матір’ю була леді Керолайн Стюарт (1763 – 1813) – п’ята дочка Джона Стюарта, 3-ого графа Б’юта. Джон Доусон розпочав свою кар’єру військового прапорщиком у 20-му піхотному полку в березні 1798 року, а в грудні того ж року отримав звання лейтенанта. 24 березня 1800 року його підвищили до капітана 46-го піхотного полку, а потім він перейшов служити до 23-го драгунського полку легкої кавалерії. Після стажування майором 4-го гарнізонного батальйону та підполковником 10-го піхотного полку він повернувся служити до 23-го драгунського полку 6 квітня 1809 року. Джон Доусон служив під час кампанії в Іспанії та брав участь в битві при Талавері. Отримав звання полковника 23-го драгунського полку британської армії, брав участь у наполеонівських війнах. У ніч перед битвою під Ватерлоо він загадково зник і таким чином пропустив битву. Наприкінці битви він раптово з’явився і приєднався до 18-го гусарського полку. Причина його неявки не зрозуміла – повідомлялось, що слуга його вчасно не розбудив, що він звернувся якраз тоді до лікаря. Цілком логічно був звинувачений у боягузстві й дезертирстві. З ганьбою був змушений піти у відставку, впав у відчай, пустився берега і, як пишуть сучасники «помер у темних лондонських нетрях». Насправді він помер у своєму помешканні на Кеннінгтон-роуд в Ламбеті, Лондон, 28 грудня 1845 року. Похований в катакомбі B на кладовищі Кенсал-Грін, Лондон.    
Він не був одружений, і титул успадкував його племінник Генрі Дон Робін Доусон-Дамер, що став III графом Портарлінгтон. Він був сином капітана Генрі Доусона – другого сина І графа Портарлінгтон, що взяв за дозволом корони додаткове прізвище Дамер, успадкувавши великий маєток Мілтон-абатство в Дорсеті від своєї тітки леді Керолайн Дамер. У 1841 році він отримав звання корнета в Дорсетшир Йоменрі. Лорд Портарлінгтон був депутатом Палати лордів як пер-представник Ірландії з 1855 по 1889 рік. Став кавалером ордена Святого Патріка в 1879 році. 
Після його смерті титули успадкував його двоюрідний брат Ліонел Сеймур Вільям Доусон-Дамер, що став IV графом Портарлінгтон. Він був сином полковника Джорджа Доусон-Дамера – третього сина І графа Портарлінгтон. Його матір’ю була Мері Джорджіана Емма – дочка лорда Х’ю Сеймура. Згідно з приватним листом між Луїзою та Едді Еліотами, датованим 27 вересня 1841 року, друг їхнього брата «Сеймур Дамер пішов до школи в Ліверпулі». Отримав звання корнета, а потім лейтенанта (1858) в Дорсетширському Йоментрі. Він був обраний депутатом Палати громад парламенту Великої Британії й представляв Портарлінгтон. Належав до партії консерваторів. 19 квітня 1855 року лорд Портарлінгтон одружився з Лідією Гаррієт – дочкою Генрі Монтегю – VI барона Рокбі. У них було кілька дітей. Він помер 17 грудня 1892 року у віці 60 років, і його спадкоємцем  став його старший син Лайонел. Леді Портарлінгтон померла в листопаді 1894 року.
Титул успадкував його син Джордж Ліонел Генрі Сеймур Доусон-Дамер, що став V графом Портарлінгтон. З 1896 по 1900 рік він був депутатом парламенту Великої Британії й представляв Ірландію. 
На сьогодні – з 2014 року титулами володіє його правнук Джордж Ліонел Юілл Сеймур Доусон-Дамер, що став VII графом Портарлінгтон. Він успадкував титул від свого діда в 1959 році. Він син Джорджа Лайонела Сеймура Доусона-Деймера – віконта Карлоу, власника газети «Корвінус Пресс», що загинув у бою в 1944 році. 
Родинним гніздом графів Портарлінгтон є Гледсвуд-Хаус, що поблизу Мелроу, Роксбургшир. Колишньою резиденцією родини був маєток Емо-Корт, що поблизу Емо, графство Леїш, Ірландія.

## Віконти Карлоу (1776)
- Вільям Генрі Доусон (1712 – 1779) – І віконт Карлоу
- Джон Доусон (1744 – 1798) – II віконт Карлоу (нагороджений титулом граф Портарлінгтон у 1785 році)

## Графи Портарлінгтон (1785)
- Джон Доусон (1744 – 1798) – І граф Портарлінгтон
- Джон Доусон (1781 – 1845) – II граф Портарлінгтон
- Генрі Джон Рубен Доусон-Дамер (1822 – 1889) – III граф Портарлінгтон
- Лайонел Сеймур Вільям Доусон-Дамер (1832 – 1892) – IV граф Портарлінгтон
- Джордж Лайонел Генрі Сеймур Доусон-Дамер (1858 – 1900) – V граф Портарлінгтон
- Лайонел Артур Генрі Сеймур Доусон-Дамер (1883 – 1959) – VI граф Портарлінгтон
- Джордж Лайонел Юілл Сеймур Доусон-Деймер (1938 р. н.) — VII граф Портарлінгтон

Спадкоємцем титулу є син нинішнього власника титулу Чарльз Джордж Юілл Сеймур Доусон-Дамер – віконт Карлоу (1965 р. н.). Спадкоємцем спадкоємця титулу є його син Генрі Доусон-Дамер (2009 р. н.).